# The Factory

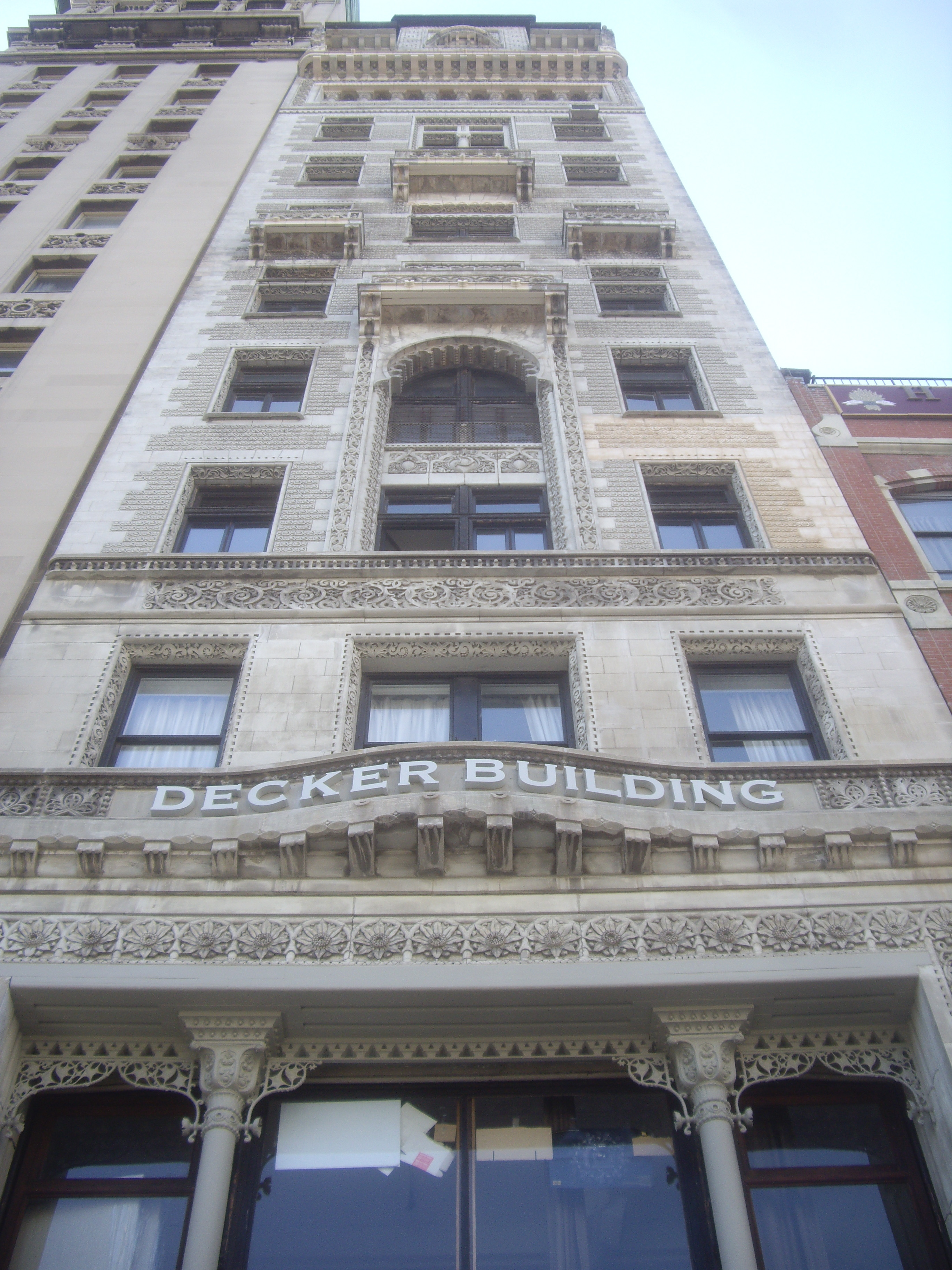
The Decker Building, den andra adressen av tre för The Factory. Byggnaden ligger vid Union Square.

Rob Pruitts The Andy Monument (2012) stod utanför 860 Broadway, den tredje adressen dit The Factory flyttade.

The Factory var namnet på Andy Warhols studio i New York. Mellan åren 1962 och 1984 hade studion tre olika adresser. Den ursprungliga adressen var femte våningen på 231 East 47th Street, i Midtown Manhattan. Warhol lämnade lokalerna 1968 när byggnaden skulle rivas för att ge plats åt ett lägenhetskomplex.
Därefter flyttade han in på sjätte våningen i Decker Building på 33 Union Square nära hörnet av East 16th Street där studion kom att ligga kvar fram till 1973. Därefter flyttade man verksamheten till 860 Broadway vid norra sidan av Union Square. Trots att lokalerna var mycket större än på de tidigare adresserna upphörde man nu nästan helt med att spela in film. 1984 flyttade Warhol sin återstående verksamhet till en vanlig kontorsbyggnad på 22 East 33rd Street. Vid det här laget hade man helt upphört med all form av filmproduktion.

## The Studio
The Factory var en samlingspunkt för folk i artistbranschen, amfetaminister och andra drogmissbrukare samt Warhol Superstars. Det var känt för sina fantastiska fester. I studion gjorde Warhols medarbetare silkscreentryck och litografier under handledning av konstnären själv. 1968 flyttade Warhol The Factory till sjätte våningen i Decker Building, nära det legendariska Max's Kansas City, en nattklubb som Warhol och hans entourage besökte regelbundet.
Vid denna tid hade Warhol blivit känd för den större allmänheten. Han jobbade dag som natt med sitt måleri och använde sig av silkscreentryck för att kunna massproducera bilder på samma sätt som man massproducerade vanliga konsumtionsvaror. För att hjälpa honom att öka produktionstakten knöt han till sig en samling av porrskådespelare, drag queens, societetslejon, drogmissbrukare, musiker och fritänkare som kom att bli kända som Warhol Superstars. Dessa "konstarbetare" hjälpte honom att skapa målningar, spelade roller i hans filmer och skapade den atmosfär som kom att göra The Factory mytomspunnet.

## The Silver Factory
Den ursprungliga The Factory kallades ofta Silver Factory. Warhol hade besökt Billy Names lägenhet, inrett den med aluminiumfolie och silverfärg och därefter bett honom att göra samma sak med den lokal han nyligen hade hyrt. Silver, spruckna speglar och aluminiumfolie var de huvudsakliga inredningsmaterialen och detta uppskattades av de tidiga amfetaminmissbrukarna under sextiotalet. Name klädde in hela lokalen i silver, inklusive hissen. Denna period kallas ofta silvereran.
Vid sidan av sina tryck och målningar producerade Warhol skor, filmer, skulpturer och lät andra tillverka och sälja olika föremål i hans namn mot betalning.  Hans första provisioner bestod av ett enstaka silkscreenporträtt för $25,000 med tillhörande dukar i andra färger för $5,000 styck. Han höjde så småningom priset för de alternativa färtrycken till $20,000 styck. Warhol använde merparten av sina inkomster till att försörja sina vänner vid The Factory och överöste dem med pengar.

## Musik
The Factory kom att bli en mötesplats för artister och musiker såsom Lou Reed, Bob Dylan och Mick Jagger, och författare som Truman Capote. Det fanns även besökare som förekom mer sällan, däribland Salvador Dalí och Allen Ginsberg. Warhol samarbetade med Reeds band The Velvet Underground under 1965, och designade det uppmärksammade omslaget till bandets debutalbum The Velvet Underground & Nico. Det bestod av en plastbild av en gul banan som användarna kunde skala bort för att få fram en köttfärgad dito. Warhol designade också omslaget till The Rolling Stones' album Sticky Fingers.
Warhol inkluderade Velvet Underground i Exploding Plastic Inevitable, ett installation som innehöll såväl konst, rockmusik, Warhols filmer och dansare av alla de slag, som S&M-liveshow. Velvet Underground och EPI använde The Factory för att repa och ta det lugnt.
"Walk on the Wild Side", Lou Reeds mest kända låt från hans karriär som soloartist släpptes 1972 på albumet Transformer. Låten handlar Warhol Superstars och livet vid The Factory. Han nämner Holly Woodlawn, Candy Darling, Joe Dallesandro, Jackie Curtis och Joe Campbell (kallas i låten Sugar Plum Fairy, det smeknamn som han hade vid The Factory).

## Sexuella radikaler
Andy Warhol kommenterade det vanliga Amerika genom sin konst utan att för den skull ta hänsyn till dess konservativa syn på hur samhället borde vara. Så gott som alla hans filmer som spelades in vid The Factory innehåller nakenhet, pornografi, droganvändning, samkönat sex och transgender-personer i en långt större omfattning än vad som var brukligt i de filmer som visades på vanliga biografer. Eftersom hans filmer ofta betraktades som socialt oacceptabla och kränkande brukade polisen genomföra raider mot de biografer som trots allt visade hans filmer, och personalen greps för sedlighetsrelaterade brott.
Genom att göra dessa filmer skapade Warhol en tolerant miljö vid The Factory där man genomförde iscensatta bröllop mellan drag queens, ägnade sig åt porrfilmsuthyrning och vulgära pjäser. 1960-talets mer öppna inställning till fri kärlek hyllades som ett ideal och förekom öppet i studion, och Warhol återanvände foton på sina vänners sexakter i sina arbeten.
Holly Woodlawn och Jackie Curtis var två kända drag queens och en del av gänget på The Factory group, liksom transgender-personen Candy Darling. Andy Warhol använde sig återkommande av dessa kvinnor och andra likasinnade i sina filmer och pjäser. Drog- och sexorgier förekom ofta i lokalerna. Andy lärde känna Ondine under en orgie 1962.

## Soffan
Billy Name tog med den röda soffa som kom att bli en framstående del av inredningen i The Factory. Soffan hade hittats på trottaren på 47th Street när Billy hade varit ute på en av sina nattliga räder. Soffan blev snabbt en favorit bland The Factorys gäster där de kunde sova eller varva ner från den senaste amfetamintrippen. Den finns representerad på otaliga fotografier och i filmer från silvereran, som exempelvis i filmerna Couch och Blow Job. Under flytten 1968 stals soffan när den lämnades obevakad på trottoaren för en kort stund. 

## Filmer
Warhol började spela in film vid The Factory runt 1963 när han påbörjade Kiss. Han visade filmerna för sina vänner innan de släpptes offentligt.När de vanliga biograferna vägrade visa hans provokativa filmer vände han sig ibland till nattklubbar och porrbiografer för att kunna distribuera dem.  
Följande lista inkluderar alla de filmer som i sin helhet eller delvis har spelats in vid The Factory. Warhol har även producerat och spelat in andra filmer varav de flesta har gått förlorade eller aldrig färdigställdes.
1963
- Kiss
- Rollerskate
- Haircut no. 1
- Haircut no. 2
- Haircut no. 3

1964
- Handjob
- Blow Job
- Screen Tests (1964–1966)
- Jill Johnston Dancing
- Eat
- Couch
- Henry Geldzahler
- Shoulder
- Soap Opera
- Taylor Mead's Ass
- Mario Banana
- Harlot
- 13 Most Beautiful Women
- 13 Most beautiful Boys
- 50 Fantastics and 50 Personalities

1965
- John and Ivy
- Screen Test #1
- Screen Test #2
- Drink
- Suicide (Screen Test #3)
- Horse
- Vinyl
- Bitch
- Poor Little Rich Girl
- Face
- Afternoon
- Beauty No. 1
- Beauty No. 2
- Space
- Factory Diaries
- Outer and Inner Space
- Prison
- The Fugs and the Holy Modal Rounders Mall:Nb10
- My Hustler
- Camp
- More Milk, Yvette
- Lupe

1966
- Ari and Mario
- Eating Too Fast (aka Blow Job #2)
- The Velvet Underground and Nico: A Symphony of Sound
- Hedy (aka Hedy the Shoplifter)
- The Beard
- Salvador Dalí
- Superboy
- The Chelsea Girls
- The Bob Dylan Story
- Since (aka The Kennedy Assassination)
- Mrs. Warhol
- Kiss the Boot
- The Andy Warhol Story
- A Christmas Carol
- **** (four stars) (aka The 24-Hour Movie)

1967
- Imitation of Christ
- I, a Man
- The Loves of Ondine
- Bike Boy
- Tub Girls
- The Nude Restaurant
- Sunset

1968
- Lonesome Cowboys
- Flesh
- Blue Movie
- Trash (1968–1969)
- Women in Revolt (1968–1971)